# 昔乞淑
昔乞淑，又作昔脫大，新羅的王族、官员，昔氏。
《三國史记》记载昔乞淑是新羅第11代君主助賁尼師今的儿子。昔乞淑官至伊湌。儒礼尼师今十五年（298年），儒礼王將死，昔乞淑的儿子昔基臨繼位，即新羅第15代君主基临尼师今。《三国遗事》说基临尼师今是助賁尼師今和阿爾兮夫人的儿子；《三國史记》还有异说称昔乞淑是昔助賁之孫。